# Matěj Blümel
Matěj Blümel, född 31 maj 2000, är en tjeckisk professionell ishockeyforward som är kontrakterad till Dallas Stars i National Hockey League (NHL) och spelar för Texas Stars i American Hockey League (AHL).
Han har tidigare spelat för HC Dynamo Pardubice i Extraliga och Waterloo Black Hawks i United States Hockey League (USHL).
Blümel draftades av Edmonton Oilers i fjärde rundan i 2019 års draft som 100:e spelare totalt.

## Statistik
| 2017–2018        | Waterloo Black Hawks | USHL             | 50  | 8  | 10 | 18 | 10 | 2  | 0 | 0 | 0 | 0 |
| 2018–2019        | Waterloo Black Hawks | USHL             | 58  | 30 | 30 | 60 | 22 | 4  | 3 | 1 | 4 | 2 |
| 2019–2020        | HC Dynamo Pardubice  | Extraliga        | 31  | 4  | 1  | 5  | 18 | —  | — | — | — | — |
| 2020–2021        | HC Dynamo Pardubice  | Extraliga        | 49  | 17 | 15 | 32 | 6  | 8  | 2 | 2 | 4 | 0 |
| 2021–2022        | HC Dynamo Pardubice  | Extraliga        | 49  | 12 | 12 | 24 | 8  | 5  | 0 | 0 | 0 | 0 |
| 2022–2023        | Dallas Stars         | NHL              | 1   | 0  | 0  | 0  | 0  | —  | — | — | — | — |
|                  | Texas Stars          | AHL              | 9   | 5  | 6  | 11 | 2  | —  | — | — | — | — |
| NHL totalt       | NHL totalt           | NHL totalt       | 1   | 0  | 0  | 0  | 0  | —  | — | — | — | — |
| Extraliga totalt | Extraliga totalt     | Extraliga totalt | 129 | 33 | 28 | 61 | 32 | 13 | 2 | 2 | 4 | 0 |
| USHL totalt      | USHL totalt          | USHL totalt      | 108 | 38 | 40 | 78 | 32 | 6  | 3 | 1 | 4 | 2 |

### Internationellt
| Källa: Uppdaterad: 2022-11-12 | Källa: Uppdaterad: 2022-11-12 | Källa: Uppdaterad: 2022-11-12 |         | Utv = Utvisningsminuter | Utv = Utvisningsminuter | Utv = Utvisningsminuter | Utv = Utvisningsminuter | Utv = Utvisningsminuter |
| År                            | Lag                           | Mästerskap                    | Matcher | Mål                     | Assists                 | Poäng                   | Utv                     |                         |
| ----------------------------- | ----------------------------- | ----------------------------- | ------- | ----------------------- | ----------------------- | ----------------------- | ----------------------- | ----------------------- |
| 2017                          | Tjeckien                      | Ivan Hlinka                   | 5       | 0                       | 2                       | 2                       | 0                       |                         |
| 2018                          | Tjeckien                      | U18-VM                        | 7       | 2                       | 2                       | 4                       | 6                       |                         |
| 2020                          | Tjeckien                      | JVM                           | 5       | 1                       | 0                       | 1                       | 0                       |                         |
| 2021                          | Tjeckien                      | VM                            | 5       | 1                       | 0                       | 1                       | 0                       |                         |
| 2022                          | Tjeckien                      | VM                            | 10      | 4                       | 4                       | 8                       | 0                       |                         |
| Junior totalt                 | Junior totalt                 | Junior totalt                 | 17      | 3                       | 4                       | 7                       | 6                       |                         |
| Senior totalt                 | Senior totalt                 | Senior totalt                 | 15      | 5                       | 4                       | 9                       | 0                       |                         |